# Echinops taeckholmianus
Echinops taeckholmianus là một loài thực vật có hoa trong họ Cúc. Loài này được Amin mô tả khoa học đầu tiên năm 1987.